# Pascendi Dominici gregis
Pascendi Dominici gregis (česky Pásti stádce Páně) je encyklika papeže Pia X. vydaná dne 8. září 1907. Encyklika se zabývá modernismem. Papež v této encyklice odsoudil omezení moderní filosofie nihilismem a relativismem.
Papež Pius X. (1903–1914) reagoval na modernismus a agnosticismus tím, že jej odsoudil jako herezi v této encyklice a jí předcházejícím dekretu Lamentabili sane exitu. Kněz Umberto Benigni navíc zorganizoval skupinu katolických intelektuálů Sodalitium Pianum (Solidarita s Piem) tzv. integristů, která se snažila modernisty v církvi odhalovat a bojovat proti nim a jejich praktikám. Encyklika kritizuje evolucionismus víry a tzv. nauku o nezbytnostech, která hlásá, že pokrok je veden sporem mezi progresivním a konzervativním (schopnost uchovávat). Tato nauka o nezbytnostech byla v rozporu se závěry 1. vatikánského koncilu ohledně neměnnosti vyhlášených dogmat. Encyklika reaguje obviněním z agnosticismu, imanentismu a evolucionismu historicko-kritické zkoumání Bible, především Pentateuchu a prvních tři evangelií: „...oni (modernisté) ji dokonce píší, a to s takovou jistotou, jako by na vlastní oči viděli jednotlivé spisovatele, kteří během věků rozšířili obsah posvátných knih“; „...příčinou je nesmírná drzost, s níž všichni do nebe vynášejí a za úžasný pokrok vědy prohlašují každý žvást, který někdo z nich uveřejní“.

## Obsah
Encyklika je zaměřena do vlastních řad církve (klér i laici), protože na rozdíl od otevřených nepřátel církve jsou nebezpečnější tím, že církev dobře znají, tj. jsou skrytí „zakuklenci" racionalismu, „zchytralí" a v tomto směru pracovití. Encyklika uvádí např. tyto jejich omyly:
1. Věda se dle modernistů zabývá jevy, při kterých víra nemá místa; víra naopak zabývá se věcmi božskými, jež jsou vědě naprosto neznámy. Postoj odpoutání vědy od čehokoliv nadpřirozeného se pak uplatňuje především ve zkoumání historie. Bůh je dle nich předmětem pouze víry. Proti tomu se staví některé závěry 1. vatikánského koncilu: „Jestliže někdo říká, že jeden a pravý Bůh, náš Stvořitel a Pán, nemůže být s jistotou poznán přirozeným světlem lidského rozumu, skrze to, co bylo učiněno: anathema sit.“ „Jestliže někdo řekne, že božské zjevení nemůže být učiněno věrohodným vnějšími znameními, a proto musí být lidé k víře pohnuti pouze vnitřní zkušeností jednoho každého nebo soukromým vnuknutím: anathema sit.“
2. Modernisté se mylně domnívají, že věda a historie jsou omezeny dvěma hranicemi: navenek smyslovým světem a uvnitř vědomím.
3. Modernisté mylně zaměňují pojem zjevení a vědomí, které vede k úvahám o transfiguraci a defiguraci. Důsledkem transfigurace je vyloučení ze života Ježíše Krista vše božské a důsledkem defigurace je naopak proměna historického života Ježíše Krista vírou: „Jestliže někdo říká, že člověk nemůže být řízením Božím pozdvižen k poznání a dokonalosti, které převyšují přirozené, ale že ze sebe samého přece může a musí stálým pokrokem dosahovat všeho, co je dobré a správné: anathema sit.“
4. Modernisté mylně tvrdí, že náboženský člověk musí svou víru „promyslit“. Tato víra se totiž zprvu na rozumu nezakládá, ale zakládá se na vnitřním náboženském citu.
5. Podle modernistů, kteří zastávají princip životní imanence, se dogma vyvíjí a mění. Náboženské tvrzení jako takové je totiž něčím životním a ne pouze rozumovým výkladem, a proto musejí žít životem náboženského citu. Důsledkem tohoto vývoje dogmat má být snadnější přijetí srdcem věřícího: „Jestliže někdo řekne, že se může stát, že dogmatům přeloženým Církví bude jednou podle pokroku vědy přisuzován jiný smysl, než ten, který rozuměla a rozumí Církev: anathema sit.“
6. Modernista věřící si je jistý, že Bůh existuje sám o sobě. Toto tvrzení však zakládá na soukromé zkušenosti jednotlivce, čímž se liší od racionalistů a zařazuje ho to mezi protestanty a pseudomystiky.
7. Modernisté mylně tvrdí, že církev a svátosti nebyly ustanoveny od Krista. Brání tomu agnosticismus, který spatřuje v Kristu pouhého člověka, jehož náboženské vědomí se pozvolna vyvinulo, jako u každého jiného.
8. Podle modernistů je kult motivován nutností dát náboženství smyslovou podobu. Svátosti jsou pro modernisty pouhá znamení, nebo symboly. Byť nepostrádají jisté účinnosti. Kdo by řekl, že svátosti byly ustanoveny jen proto, aby živily víru, anathema sit." (Denz. 730).
9. Modernisté v hodnocení Písma připouštějí inspiraci jako takovou, ale popírají inspiraci ve smyslu katolické nauky.
10. Církev je podle modernistů výtvorem kolektivního vědomí, která se v důsledku životní permanence odvozují od prvního věřícího, u katolíků tedy od Krista. Církev by měla být podřízena státu.
Encyklika nařizovala biskupům čelit modernistům jejich zařazováním na menší pozice v církvi, aby se minimalizovaly jimi napáchané škody, dále lepší formací budoucích kněží v noviciátech. Doporučovala proti modernistům podporovat scholastiku, Tradici církve a závěry učitelského úřadu Církve.
V roce 1910 navíc Pius X. zavedl ještě tzv. protimodernistickou přísahu, kterou museli skládat všichni kněží a i další osoby činné v církvi či katolické teologii.